# Drepanoperas falcigera
Drepanoperas falcigera är en fjärilsart som beskrevs av Walker 1858. Drepanoperas falcigera ingår i släktet Drepanoperas och familjen nattflyn. Inga underarter finns listade i Catalogue of Life.